# Liste des désignations des avions du RLM
Liste des numéros affectés aux avions militaires et civils allemands par la Heereswaffenamt (avant mai 1933) et le Ministère de l'Aviation du Reich (Reichsluftfahrtministerium, RLM) entre 1933 et 1945. Voir l'article Système de désignation des aéronefs du RLM pour une explication de la façon dont ces chiffres ont été attribués.
Il n'y a pas de «liste maîtresse» unique de désignations qui soit vraie tout au long de la période 1933-1945. Certains chiffres étaient parfois dupliqués, réaffectés ou réutilisés. Les sources divergent sur les allocations. La séquence est particulièrement confuse au début et à la fin de la liste.

## Liste

### 1-100
| Numéro | Appareil           | Notes |
| ------ | ------------------ | --- |
| 8-10   | Dornier Do 10      | (Do C1) chasseur (prototype), 1931                                                                                  |
| 8-11   | Dornier Do 11      | (Do F) bombardier moyen, 1931                                                                                       |
| 8-11   | WNF Wn 11          | Transport amphibie (prototype)                                                                                      |
| 8-12   | Dornier Do 12      | Libelle III (Libellule III), hydravion, 1932                                                                        |
| 8-13   | Dornier Do 13      | Bombardier moyen, (développement du Do 11), 1933                                                                    |
| 8-14   | Dornier Do 14      | Hydravion (prototype)                                                                                               |
| 8-15   | Dornier Do 15      | Désignation donnée au Dornier Do Y bombardier numéro 3 et 4 dans une tentative d'attirer l'attention du RLM sur eux |
| 8-15   | WNF Wn 15          | Avion de tourisme                                                                                                   |
| 8-16   | WNF Wn 16          | Avion d'entrainement (prototype)                                                                                    |
| 8-16   | Dornier Do 16      | Hydravion de reconnaissance, Wal dérivé du Dornier Do J                                                             |
| 8-17   | Dornier Do 17      | Fliegender Bleistift (Crayon volant), bombardier volant + reconnaissance + chasseur de nuit                         |
| 8-18   | Dornier Do 18      | Hydravion à long rayon d'action                                                                                     |
| 8-19   | Dornier Do 19      | Bombardier lourd quadrimoteur (2 prototypes construits)                                                             |
| 8-20   | Dornier Do 20      | Hydravion octomoteur (projet)                                                                                       |
| 8-21   | Non alloué         | |
| 8-22   | Dornier Do 22      | Bombardier torpilleur + avion de reconnaissance terrestre & maritime                                                |
| 8-23   | Dornier Do 23      | Bombardier moyen (développement du Do 13/11)                                                                        |
| 8-24   | Dornier Do 24      | Prévu comme un hydravion de reconnaissance, utilisé pour la recherche et sauvetage                                  |
| 8-25   | Klemm Kl 25        | Avion de sport, développement du Klemm Kl 20                                                                        |
| 8-26   | Dornier Do 26      | Hydravion de transport et de reconnaissance                                                                         |
| 8-26   | Klemm Kl 26        | Avion de sport, développement du L 25                                                                               |
| 8-27   | BFW M 27           | Avion de sport biplace, avion d'entrainement, 1930                                                                  |
| 8-28   | Non alloué         | Non alloué |
| 8-29   | Dornier Do 29      | Chasseur lourd + bombardier (projet)                                                                                |
| 8-30   | Cierva C.30        | Autogyre, construit sous licence par Focke-Wulf                                                                     |
| 8-31   | Klemm Kl 31        | Avion de transport monoplace, 1931                                                                                  |
| 8-32   | Klemm Kl 32        | Avion de transport monoplace, 1931                                                                                  |
| 8-33   | Junkers W 33       | Avion de transport léger monomoteur, 1926                                                                           |
| 8-33   | Klemm L 33         | (Klemm L 33), avion de sport ultra léger monoplace, 1933                                                            |
| 8-34   | Junkers W 34       | Avion de transport monomoteur et d'entrainement (développement du W 33), 1933                                       |
| 8-35   | Klemm Kl 35        | Avion de sport et d'entrainement, 1935                                                                              |
| 8-36   | Klemm Kl 36        | Avion de transport monoplace, 1934                                                                                  |
| 8-37   | Heinkel HD 37      | Chasseur (biplan)                                                                                                   |
| 8-38   | Junkers G 38       | Avion de ligne lourd/transport                                                                                      |
| 8-38   | Heinkel HD 38      | Chasseur terrestre et maritime                                                                                      |
| 8-39   | DFS 39             | Appareil sans dérive (recherche)                                                                                    |
| 8-40   | DFS 40 (en)        | Aile volante |
| 8-40   | Blohm & Voss BV 40 | Planeur intercepteur (prototype)                                                                                    |
| 8-40   | Focke-Wulf A 40    | Avion de reconnaissance (prototype)                                                                                 |
| 8-41   | Heinkel He 41      | |
| 8-42   | Heinkel He 42      | Hydravion d'entrainement                                                                                            |
| 8-42   | Focke-Wulf Fw 42   | Bombardier (projet)                                                                                                 |
| 8-43   | Focke-Wulf A 43    | Falke (Faucon), avion léger de transport de passager (prototype)                                                    |
| 8-43   | Heinkel HD 43      | Chasseur (biplan)                                                                                                   |
| 8-44   | Focke-Wulf Fw 44   | Stieglitz ("Chardonneret"), avion d'entrainement (biplan)                                                           |
| 8-45   | Heinkel He 45      | Avion de reconnaissance, puis plus tard d'entrainement                                                              |
| 8-46   | Heinkel He 46      | Avion de reconnaissance                                                                                             |
| 8-46   | Junkers Ju 46      | Avion de transport postal, dérivé du W 34                                                                           |
| 8-47   | Focke-Wulf Fw 47   | Avion météo |
| 8-47   | Junkers K 47       | Chasseur biplace |
| 8-47   | Heinkel He 47      | Bombardier léger (projet)                                                                                           |
| 8-48   | Junkers A 48       | Avion d'entrainement                                                                                                |
| 8-49   | Junkers Ju 49      | Avion de recherche sur la haute altitude/avion de record (prototype)                                                |
| 8-49   | Heinkel He 49      | Chasseur (biplan)                                                                                                   |
| 8-50   | Heinkel He 50      | Avion de reconnaissance + bombardier en piqué (biplan)                                                              |
| 8-50   | Junkers A 50       | Junior, avion de sport                                                                                              |
| 8-51   | Heinkel He 51      | Chasseur + avion d'appui feu rapproché (biplan)                                                                     |
| 8-51   | Junkers K 51       | Bombardier lourd, dérivé japonais du G 38                                                                           |
| 8-52   | Junkers Ju 52      | Avion de transport + bombardier surnommé Tante Ju                                                                   |
| 8-53   | Junkers K 53       | Avion de reconnaissance                                                                                             |
| 8-54   | Nagler-Rolz NR 54  | Hélicoptère, développement du NR 55 (prototype)                                                                     |
| 8-55   | Nagler-Rolz NR 55  | Hélicoptère (prototype)                                                                                             |
| 8-55   | Focke-Wulf Fw 55   | Désignation de Focke-Wulf de l'avion de sport Al 102                                                                |
| 8-56   | Focke-Wulf Fw 56   | Stößer ("Faucon"), avion d'entrainement (monoplan à aile haute)                                                     |
| 8-57   | Focke-Wulf Fw 57   | Chasseur lourd et bombardier (prototype)                                                                            |
| 8-58   | Focke-Wulf Fw 58   | Weihe ("Milan"), avion de transport et d'entrainement                                                               |
| 8-58   | Heinkel He 58      | Hydravion de transport postal (prototype)                                                                           |
| 8-59   | Heinkel He 59      | Hydravion de reconnaissance (biplan)                                                                                |
| 8-60   | Heinkel He 60      | Hydravion embarqué de reconnaissance (hydravion biplan)                                                             |
| 8-60   | Junkers Ju 60      | Avion de transport de passagers (prototype)                                                                         |
| 8-61   | Focke-Wulf Fw 61   | Hélicoptère (2 prototypes), plus tard nommé Fa 61                                                                   |
| 8-61   | Heinkel He 61      | Biplan de reconnaissance (dérivé du He 45)                                                                          |
| 8-62   | Focke-Wulf Fw 62   | Hydravion embarqué de reconnaissance (biplan)                                                                       |
| 8-62   | Heinkel He 62      | Hydravion de reconnaissance (biplan), dérivé du He 56 pour le Japon                                                 |
| 8-63   | Heinkel He 63      | Avion d'entrainement biplan (prototypes)                                                                            |
| 8-64   | Heinkel He 64      | Avion de voltige (prototypes)                                                                                       |
| 8-64   | Arado Ar 64        | Chasseur (biplan)                                                                                                   |
| 8-65   | Arado Ar 65        | Chasseur/avion d'entrainement, remorqueur de planeurs (biplan - Ar 64 remotorisé)                                   |
| 8-65   | Heinkel He 65      | Avion postal - projet                                                                                               |
| 8-66   | Arado Ar 66        | Avion d'entrainement                                                                                                |
| 8-66   | Heinkel He 66      | Bombardier en piqué, dérivé du He 50 pour la Chine                                                                  |
| 8-67   | Arado Ar 67        | Chasseur biplan (prototype)                                                                                         |
| 8-68   | Arado Ar 68        | Chasseur biplan |
| 8-69   | Arado Ar 69        | Avion d'entrainement biplan (prototypes), 1933                                                                      |
| 8-70   | Heinkel He 70      | Blitz (Eclair), avion monomoteur de transport & avion postal, 1932                                                  |
| 8-71   | Heinkel He 71      | Avion de voltige |
| 8-72   | Heinkel He 72      | Kadett (Cadet), avion d'entrainement                                                                                |
| 8-73   | Non alloué         | Non alloué |
| 8-74   | Heinkel He 74      | Chasseur et avion d'entrainement avancé (prototypes)                                                                |
| 8-75   | Albatros L.75      | Avion de voltige |
| 8-76   | Arado Ar 76        | Avion d'entrainement à la chasse                                                                                    |
| 8-77   | Arado Ar 77        | Avion d'entrainement (prototypes)                                                                                   |
| 8-78   | Non alloué         | Non alloué |
| 8-79   | Arado Ar 79        | Avion de voltige et d'entrainement                                                                                  |
| 8-80   | Arado Ar 80        | Chasseur (prototype)                                                                                                |
| 8-81   | Arado Ar 81        | Bombardier en piqué (prototype)                                                                                     |
| 8-82   | Non alloué         | Non alloué |
| 8-83   | Non alloué         | Non alloué |
| 8-84   | Non alloué         | Non alloué |
| 8-85   | Junkers Ju 85      | Projet de bombardier à haute vitesse                                                                                |
| 8-86   | Junkers Ju 86      | Bombardier et avion de reconnaissance                                                                               |
| 8-87   | Junkers Ju 87      | Stuka, bombardier en piqué                                                                                          |
| 8-88   | Junkers Ju 88      | Bombardier + reconnaissance + chasseur de nuit                                                                      |
| 8-89   | Junkers Ju 89      | Bombadier lourd (2 prototypes)                                                                                      |
| 8-90   | Junkers Ju 90      | Avion de ligne, de transport, de patrouille                                                                         |
| 8-91   | Non alloué         | Non alloué |
| 8-92   | Non alloué         | Non alloué |
| 8-93   | Non alloué         | Non alloué |
| 8-94   | Non alloué         | Non alloué |
| 8-95   | Arado Ar 95        | Avion biplan de patrouille côtière et d'attaque (terrestre & maritime)                                              |
| 8-96   | Arado Ar 96        | Avion d'entrainement                                                                                                |
| 8-97   | Fieseler Fi 97     | Avion de tourisme                                                                                                   |
| 8-98   | Fieseler Fi 98     | Bombardier en piqué (2 prototypes)                                                                                  |
| 8-99   | Fieseler Fi 99     | Jungtiger (Jeune tigre) avion de voltige, avion de tourisme (1 prototype)                                           |
| 8-100  | Heinkel He 100     | Chasseur |

### 101-200
| Numéro | Appareil                   | Notes                                                                                               |
| ------ | -------------------------- | --------------------------------------------------------------------------------------------------- |
| 8-101  | Albatros Al 101            | L 101, avion d'entrainement biplace, 1930                                                           |
| 8-102  | Albatros Al 102            | L 102, avion d'entrainement biplace, 1931                                                           |
| 8-103  | Fieseler Fi 103            | Bombe volante V1                                                                                    |
| 8-103  | Albatros Al 103            | L 103, expérimental, 1932                                                                           |
| 8-104  | Siebel Fh 104              | Hallore, avion de transport moyen                                                                   |
| 8-105  | Klemm Kl 105               | Avion de tourisme, développement du Kl 35 (prototypes)                                              |
| 8-106  | Klemm Kl 106               | Avion de voltige (prototypes)                                                                       |
| 8-107  | Klemm Kl 107               | Avion de tourisme                                                                                   |
| 8-108  | BFW (Messerschmitt) Bf 108 | Taifun (Typhon), avion d'entrainement + transport                                                   |
| 8-109  | BFW (Messerschmitt) Bf 109 | Chasseur                                                                                            |
| 8-110  | BFW (Messerschmitt) Bf 110 | Chasseur lourd + chasseur de nuit                                                                   |
| 8-111  | Heinkel He 111             | Bombardier                                                                                          |
| 8-112  | Heinkel He 112             | Chasseur                                                                                            |
| 8-113  | Heinkel He 113             | Désignation fictive du He 100D-1 afin de désinformer l'ennemi                                       |
| 8-114  | Heinkel He 114             | Hydravion de reconnaissance                                                                         |
| 8-115  | Heinkel He 115             | Hydravion multiusage, torpilleur-bombardier                                                         |
| 8-116  | Heinkel He 116             | Avion postal à grand rayon d'action, avion de transport et de reconnaissance                        |
| 8-117  | Henschel Hs 117            | Schmetterling (Papillon), missile sol-air (propulsé par un moteur fusée)                            |
| 8-118  | Heinkel He 118             | Bombardier en piqué (prototypes)                                                                    |
| 8-119  | Heinkel He 119             | Bombardier rapide possédant une seule hélice et deux moteurs (prototypes) 1937                      |
| 8-120  | Heinkel He 120             | Hydravion de transport de passagers à grand rayon d'action, possédant quatre moteurs (projet), 1938 |
| 8-121  | Henschel Hs 121            | Chasseur et avion d'entrainement (prototype)                                                        |
| 8-122  | Henschel Hs 122            | Avion de reconnaissance                                                                             |
| 8-123  | Henschel Hs 123            | Bombardier en piqué léger, avion d'attaque au sol (biplan)                                          |
| 8-124  | Henschel Hs 124            | Chasseur lourd + bombardier (prototype)                                                             |
| 8-125  | Henschel Hs 125            | Chasseur et avion d'entrainement (prototype)                                                        |
| 8-126  | Henschel Hs 126            | Avion de reconnaissance                                                                             |
| 8-127  | Henschel Hs 127            | Bombardier rapide (prototype)                                                                       |
| 8-128  | Henschel Hs 128            | Avion de recherche pour les hautes altitudes                                                        |
| 8-129  | Henschel Hs 129            | Avion d'attaque au sol                                                                              |
| 8-130  | Henschel Hs 130            | Avion de reconnaissance à haute altitude + bombardier (prototypes)                                  |
| 8-131  | Bücker Bü 131              | Jungmann (Jeune homme), avion d'entrainement (biplan)                                               |
| 8-132  | Henschel Hs 132            | Bombardier en piqué (avion à réaction) (prototype)                                                  |
| 8-133  | Bücker Bü 133              | Jungmeister (Jeune champion), avion d'entrainement et de voltige (biplan)                           |
| 8-134  | Bücker Bü 134              | Avion de tourisme (prototype)                                                                       |
| 8-135  | Blohm & Voss Ha 135        | Biplan d'entrainement (6 exemplaires construits)                                                    |
| 8-136  | Blohm & Voss Ha 136 (en)   | Avion d'entrainement (prototype)                                                                    |
| 8-136  | Hütter Hü 136 (en)         | Bombardier en piqué (projet)                                                                        |
| 8-137  | Blohm & Voss Ha 137        | Bombardier en piqué léger (prototypes)                                                              |
| 8-138  | Blohm & Voss BV 138        | Hydravion de reconnaissance (les deux premiers exemplaires ont été nommés Ha 138)                   |
| 8-139  | Blohm & Voss Ha 139        | Hydravion à grand rayon d'action                                                                    |
| 8-140  | Blohm & Voss Ha 140        | Hydravion bombardier-torpilleur (prototypes)                                                        |
| 8-141  | Blohm & Voss BV 141        | Avion de reconnaissance (asymétrique)                                                               |
| 8-142  | Blohm & Voss BV 142        | Avion de reconnaissance et de transport                                                             |
| 8-143  | Blohm & Voss BV 143 (en)   | Bombe planante (prototype)                                                                          |
| 8-144  | Blohm & Voss BV 144        | Avion de transport                                                                                  |
| 8-145  | Gotha Go 145               | Avion d'entrainement                                                                                |
| 8-146  | Gotha Go 146               | Avion de transport léger (bimoteur), 1935                                                           |
| 8-147  | Gotha Go 147               | Avion à décollage et atterrissage court, sans dérive (prototypes)                                   |
| 8-147  | Junkers Ju 147             | Bombardier (projet)                                                                                 |
| 8-148  | Gotha Go 148               | Assigné à Gotha, non utilisé pour des raisons de superstition (1+4+8 = 13)                          |
| 8-149  | Gotha Go 149               | Avion d'entrainement (prototypes)                                                                   |
| 8-150  | Gotha Go 150               | Avion de tourisme bimoteur                                                                          |
| 8-151  | Klemm Kl 151               | Avion de tourisme (projet)                                                                          |
| 8-152  | Focke-Wulf Ta 152          | Chasseur (dérivé du Fw 190)                                                                         |
| 8-152  | Klemm Kl 152               | Chasseur (projet)                                                                                   |
| 8-153  | Focke-Wulf Ta 153          | Chasseur (dérivé du Fw 190, prototype)                                                              |
| 8-154  | Focke-Wulf Ta 154          | Moskito (Moustique), chasseur de nuit                                                               |
| 8-155  | Blohm & Voss BV 155        | Intercepteur à haute altitude (anciennement appelé Me 155)                                          |
| 8-156  | Fieseler Fi 156            | Storch (Cigogne), Avion de reconnaissance à décollage et atterrissage court, ambulance              |
| 8-157  | Fieseler Fi 157            | Arme anti-avions radio guidée (prototypes)                                                          |
| 8-158  | Fieseler Fi 158            | Avion de recherche                                                                                  |
| 8-159  | Focke-Wulf Fw 159          | Chasseur (prototype)                                                                                |
| 8-160  | Junkers Ju 160             | Avion de transport de passagers                                                                     |
| 8-161  | BFW (Messerschmitt) Bf 161 | Avion de reconnaissance, développement du Bf 110 (prototypes)                                       |
| 8-162  | BFW (Messerschmitt) Bf 162 | Jaguar, bombardier rapide, développement du Bf 110 (prototype)                                      |
| 8-162  | Heinkel He 162             | Volksjäger (Chasseur du peuple), chasseur (propulsé par réacteur)                                   |
| 8-163  | BFW (Messerschmitt) Bf 163 | Avion de reconnaissance à décollage et atterrissage court (un prototype)                            |
| 8-163  | Messerschmitt Me 163       | Komet (Comète), intercepteur (propulsé par réacteur)                                                |
| 8-164  | BFW (Messerschmitt) Me 164 | Avion postal (projet)                                                                               |
| 8-165  | Non alloué                 | Non alloué                                                                                          |
| 8-166  | Kiel FK 166                | Avion d'entrainement (prototype)                                                                    |
| 8-166  | Fieseler Fi 166            | Chasseur à réaction (projet)                                                                        |
| 8-167  | Fieseler Fi 167            | Bombardier torpilleur embarqué, avion de reconnaissance (biplan)                                    |
| 8-168  | Non alloué                 | Non alloué                                                                                          |
| 8-168  | Fieseler Fi 168            | Avion d'attaque au sol (abandonné)                                                                  |
| 8-169  | Non alloué                 | Non alloué                                                                                          |
| 8-170  | Heinkel He 170             | Avion de reconnaissance, version export du He 70                                                    |
| 8-171  | Non alloué                 | Non alloué                                                                                          |
| 8-172  | Heinkel He 172             | Avion d'entrainement, dérivé du He 72 (prototype)                                                   |
| 8-173  | Non alloué                 | Non alloué                                                                                          |
| 8-174  | Non alloué                 | Non alloué                                                                                          |
| 8-175  | Non alloué                 | Non alloué                                                                                          |
| 8-176  | Heinkel He 176             | Premier avion fusée expérimental (prototype)                                                        |
| 8-177  | Heinkel He 177             | Greif (Griffon), seul bombardier lourd allemand opérationnel                                        |
| 8-178  | Heinkel He 178             | Premier avion fusée expérimental                                                                    |
| 8-179  | Non alloué                 | Non alloué                                                                                          |
| 8-180  | Bücker Bü 180              | "Student" (Étudiant) Avion de voltige et d'entrainement                                             |
| 8-181  | Bücker Bü 181              | "Bestmann" (Meilleur homme) Avion d'entrainement et d'attaque au sol                                |
| 8-182  | Bücker Bü 182              | Kornett (Cornet), Avion d'entrainement (trois prototypes)                                           |
| 8-183  | Focke-Wulf Ta 183          | Huckebein, chasseur à réaction (projet)                                                             |
| 8-184  | Flettner Fl 184            | Hélicoptère expérimental (prototype)                                                                |
| 8-185  | Flettner Fl 185            | Hélicoptère expérimental (prototype)                                                                |
| 8-186  | Junkers Ju 186             | Appareil de recherche sur les hautes altitudes dérivé du Ju 86                                      |
| 8-186  | Focke-Wulf Fw 186          | Autogyre de reconnaissance (prototype)                                                              |
| 8-187  | Focke-Wulf Fw 187          | Falke (Faucon), chasseur lourd                                                                      |
| 8-187  | Junkers Ju 187             | Bombardier en piqué (projet)                                                                        |
| 8-188  | Junkers Ju 188             | Rächer (Vengeur), bombardier, reconnaissance                                                        |
| 8-189  | Focke-Wulf Fw 189          | Uhu (Hibou), avion de reconnaissance                                                                |
| 8-190  | Focke-Wulf Fw 190          | Würger (Étrangleur), chasseur                                                                       |
| 8-191  | Focke-Wulf Fw 191          | Bombardier moyen (prototypes)                                                                       |
| 8-192  | Ago Ao 192                 | Kurier (Courrier), avion de transport léger                                                         |
| 8-193  | DFS 193                    | Appareil de recherche sans dérive (projet)                                                          |
| 8-194  | DFS 194                    | Avion de recherche propulsé par moteur fusée, précurseur du Me 163                                  |
| 8-195  | Arado Ar 195               | Bombardier torpilleur embarqué, et avion de reconnaissance, dérivé du Ar 95                         |
| 8-196  | Arado Ar 196               | Avion de reconnaissance embarqué et de patrouille côtière (hydravion)                               |
| 8-197  | Arado Ar 197               | Chasseur naval (biplan - dérivé du Ar 68)                                                           |
| 8-198  | Arado Ar 198               | Avion de reconnaissance, (prototypes)                                                               |
| 8-199  | Arado Ar 199               | Hydravion d'entrainement                                                                            |
| 8-200  | Focke-Wulf Fw 200          | Condor, avion de transport et avion de patrouille armé                                              |
| 8-200  | Dornier Do 200             | Nom de code pour un B-17 Flying Fortress capturé                                                    |

### 201-300
| Numéro | Appareil                 | Notes |
| ------ | ------------------------ | --- |
| 8-201  | Siebel Si 201            | ADAC avions de reconnaissance ADAC (prototype)                                                                                                |
| 8-202  | Siebel Si 202            | Hummel (Bourdon), avion de sport et d'entrainement, 1938                                                                                      |
| 8-203  | Siebel Si 203            | Alloué à Siebel, non utilisé |
| 8-203  | DFS 203                  | Planeur d'assaut, avec deux fuselages de DFS 230 (projet)                                                                                     |
| 8-204  | Siebel Si 204            | Avion de transport et de formation |
| 8-205  | Non alloué               | Non alloué |
| 8-206  | Focke-Wulf Fw 206        | Avion de transport de passagers (projet) |
| 8-207  | Non alloué               | Non alloué |
| 8-208  | Messerschmitt Me 208     | Avion de tourisme, développement du Bf 108 (prototypes)                                                                                       |
| 8-209  | Messerschmitt Me 209     | Avion de record de vitesse (prototype) |
| 8-209  | Messerschmitt Me 209-II  | Chasseur (prototype - complètement différent du précédent)                                                                                    |
| 8-210  | Messerschmitt Me 210     | Chasseur lourd et avion de reconnaissance |
| 8-211  | Hütter Hü 211            | Avion de reconnaissance, dérivé du He 219 (projet)                                                                                            |
| 8-212  | Dornier Do 212           | Avion amphibie de recherche (prototype) |
| 8-213  | Non alloué               | Non alloué |
| 8-214  | Dornier Do 214           | Hydravion de transport (abandonné) |
| 8-215  | Dornier Do 215           | Bombardier et avion de reconnaissance, chasseur de nuit, version export du Do 17 Z                                                            |
| 8-216  | Dornier Do 216           | Hydravion hexamoteur (projet) |
| 8-217  | Dornier Do 217           | Bombardier moyen et chasseur de nuit |
| 8-217  | Henschel Hs 217          | Föhn (Sèche-cheveux), roquette air-air |
| 8-218  |                          | Alloué à Dornier, non utilisé |
| 8-219  | Heinkel He 219           | Uhu (Grand-duc), chasseur de nuit |
| 8-220  | Heinkel He 220           | Hydravion (projet) |
| 8-221  | Non alloué               | Non alloué |
| 8-222  | Blohm & Voss BV 222      | Wiking (Viking), hydravion de transport, reconnaissance maritime                                                                              |
| 8-223  | Focke Achgelis Fa 223    | Drache (Dragon), hélicoptère de transport (prototype)                                                                                         |
| 8-224  | Focke Achgelis Fa 224    | Hélicoptère, développement du Fa 61 (projet)                                                                                                  |
| 8-225  | Focke Achgelis Fa 225    | Autogyre d'assaut, conversion du DFS 230 (prototype)                                                                                          |
| 8-225  | AGO Ao 225 (it)          | Chasseur lourd (projet) |
| 8-226  | Horten Ho 226            | Avion de recherche sur l'aile volante (prototype), également appelé Ho VII                                                                    |
| 8-226  | Blohm & Voss BV 226      | Renommé BV 246 |
| 8-227  | Fg 227                   | Avion de recherche, modèle réduit du BV 238                                                                                                   |
| 8-228  | DFS 228                  | Avion de reconnaissance propulsé par moteur-fusée (prototype)                                                                                 |
| 8-229  | Horten Ho 229            | Chasseur propulsé par réaction (prototype d'aile volante) également appelé Ho IX                                                              |
| 8-230  | DFS 230                  | Planeur de transport et d'assaut |
| 8-231  | Arado Ar 231             | Hydravion de reconnaissance embarqué sur sous-marins (prototype)                                                                              |
| 8-232  | Arado Ar 232             | Avion de transport lourd |
| 8-233  | Arado Ar 233             | Hydravion (concept), 1940 |
| 8-234  | Arado Ar 234             | Blitz (Eclair), bombardier et avion de reconnaissance (avion à réaction)                                                                      |
| 8-235  | Dornier Do 235           | Bombardier lourd |
| 8-236  | Non alloué               | Non alloué |
| 8-237  | Blohm & Voss BV 237      | Avion d'attaque au sol asymétrique (projet)                                                                                                   |
| 8-238  | Blohm & Voss BV 238      | Hydravion (prototype). C'est le plus lourd et le grand avion jamais produit par les forces de l'Axe pendant la Seconde Guerre mondiale.       |
| 8-238  | Focke-Wulf Fw 238        | Bombardier lourd (projet) |
| 8-239  | Arado Ar 239             | Bombardier (projet) |
| 8-240  | Arado Ar 240             | Chasseur lourd et avion de reconnaissance |
| 8-241  | Gotha Go 241             | Avion de tourisme (projet) |
| 8-242  | Gotha Go 242             | Planeur de transport |
| 8-243  | Non alloué               | Non alloué |
| 8-244  | Gotha Go 244             | Avion de transport, Gotha Go 242 motorisé |
| 8-245  |                          | Alloué à Gotha, non utilisé |
| 8-246  | Blohm & Voss BV 246 (en) | Hagelkorn (Grêlon), bombe planante à longue portée puis missile anti-radar                                                                    |
| 8-247  | Non alloué               | Non alloué |
| 8-248  | Junkers Ju 248           | Suite du développement du Me 163, plus tard nommé Messerschmitt Me 263                                                                        |
| 8-249  | Focke-Wulf Fw 249        | Avion de transport lourd 8 moteurs (projet, 1941), aussi connu comme Focke-Wulf Projekt 195; code attribué par Focke-Wulf, non pas par le RLM |
| 8-250  | Blohm & Voss BV 250      | Avion de transport basé sur le BV 238 (projet)                                                                                                |
| 8-250  | Horten Ho 250            | Planeur à aile volante (prototype) |
| 8-250  | Focke-Wulf Fw 250        | Chasseur à réaction (projet) |
| 8-251  | Horten Ho 251            | Planeur à aile volante (prototype) |
| 8-252  | Junkers Ju 252           | Avion de transport, 15 exemplaires construits                                                                                                 |
| 8-252  | Horten Ho 252            | Avion de recherche à aile volante (prototype)                                                                                                 |
| 8-253  | Fieseler Fi 253          | Spatz (Moineau), Avion de voltige (prototype)                                                                                                 |
| 8-253  | Horten Ho 253            | Planeur à aile volante (prototype) |
| 8-254  | Focke-Wulf Ta 254        | Chasseur, développement du Ta 154 (projet) |
| 8-254  | Horten Ho 254            | Avion de recherche à aile volante (prototype)                                                                                                 |
| 8-255  | Non alloué               | Non alloué |
| 8-256  | Fieseler Fi 256          | Développement du Fi 156 |
| 8-257  | Škoda-Kauba Sk 257       | Chasseur et avion d'entrainement (prototype)                                                                                                  |
| 8-258  | Non alloué               | Non alloué |
| 8-259  |                          | Alloué à Focke-Wulf (non utilisé) |
| 8-260  | Non alloué               | Non alloué |
| 8-261  | Messerschmitt Me 261     | Avion courier à long rayon d'action (prototype uniquement)                                                                                    |
| 8-261  | Focke-Wulf Fw 261        | Bombardier lourd (projet) |
| 8-262  | Messerschmitt Me 262     | Schwalbe (Hirondelle), chasseur, Sturmvogel (Oiseau de la tempête), avion d'attaque (propulsé par des moteurs à réaction)                     |
| 8-263  | Messerschmitt Me 263     | Intercepteur (à moteurs-fusées), (les versions ultérieures furent renommées en Junkers Ju 248)                                                |
| 8-264  | Messerschmitt Me 264     | Prototype destiné à devenir l'Amerika Bomber, bombardier à long rayon d'action (prototype)                                                    |
| 8-265  | Flettner Fl 265          | Pionnier, premier hélicoptère à rotor engrenant, hélicoptère de reconnaissance                                                                |
| 8-265  | Messerschmitt Me 265     | Chasseur sans dérive (projet) |
| 8-266  | Focke Achgelis Fa 266    | Hornisse (Frelon), hélicoptère (prototype) |
| 8-267  | Horten Ho 267            | Chasseur en forme d'aile volante à propulsion à réaction (projet)                                                                             |
| 8-268  | Junkers Ju 268           | Bombe volante (projet) |
| 8-269  | Focke Achgelis Fa 269    | Tiltrotor (projet) |
| 8-270  | Heinkel He 270           | Bombardier rapide (prototype) |
| 8-271  | Weserflug We 271         | Avion amphibie de transport (prototype) |
| 8-272  | Focke-Wulf Fw 272        | Chasseur à propulsion mixte (projet) |
| 8-273  | Heinkel He 273           | |
| 8-274  | Heinkel He 274           | Bombardier lourd, variante du He 177 (prototype)                                                                                              |
| 8-275  | Heinkel He 275           | Bombardier lourd (projet) |
| 8-276  | Heinkel He 276           | |
| 8-277  | Heinkel He 277           | Design de l'Amerika Bomber, dérivé du He 177, une conception qui est restée au stade du dessin (jamais produit)                               |
| 8-278  | Heinkel He 278           | Chasseur à turbopropulseur (projet) |
| 8-279  | Heinkel He 279           | |
| 8-280  | Heinkel He 280           | Chasseur (motorisation à réaction) |
| 8-281  | Focke-Wulf Fw 281        | Chasseur à réaction (projet) |
| 8-282  | Flettner Fl 282          | Kolibri (Colibri), hélicoptère de reconnaissance                                                                                              |
| 8-283  | Focke-Wulf Ta 283        | Chasseur motorisé par des statoréacteurs (projet)                                                                                             |
| 8-283  | Focke Achgelis Fa 283    | Autogyre à turboréacteur (projet) |
| 8-284  | Focke Achgelis Fa 284    | Hélicoptère (prototype) |
| 8-285  | Non alloué               | Non alloué |
| 8-285  | Flettner Fl 285          | Hélicoptère (projet) |
| 8-286  | Junkers Ju 286           | Bombardier à haute altitude (prototype) |
| 8-287  | Junkers Ju 287           | Bombardier lourd (moteurs à réaction) (prototype)                                                                                             |
| 8-288  | Junkers Ju 288           | Bombardier lourd (prototypes) |
| 8-289  | Non alloué               | Non alloué |
| 8-290  | Junkers Ju 290           | Seeadler (Pygargue, Aigle de mer), bombardier à grand rayon d'action, avion de patrouille, de transport                                       |
| 8-290  | Messerschmitt Me 290     | Avion de patrouille maritime, bombardier et reconnaissance                                                                                    |
| 8-291  | Henschel Hs 291          | Projet de missile anti-navire |
| 8-292  | Argus As 292             | Drone cible |
| 8-293  | Henschel Hs 293          | Bombe planante anti-navires propulsée par fusée                                                                                               |
| 8-294  | Henschel Hs 294          | Bombe planante anti-navires propulsée par fusée                                                                                               |
| 8-295  | Henschel Hs 295          | Bombe planante propulsée par fusée (prototypes)                                                                                               |
| 8-296  | Henschel Hs 296          | Bombe planante propulsée par fusée, développement du Hs 293 (prototypes)                                                                      |
| 8-296  | Arado Ar 296             | Projet de développement de l'Ar 96 |
| 8-297  | Henschel Hs 297          | Föhn Missile sol-air, devenu Hs 117 |
| 8-298  | Henschel Hs 298          | Missile air-air (moteur fusée) |
| 8-299  | Junkers Ju 299           | |
| 8-300  | Focke-Wulf Fw 300        | Projet de développement d'une version à long rayon d'action du Fw 200                                                                         |

### 301-400
| Numéro | Appareil              | Notes                                                                                             |
| ------ | --------------------- | ------------------------------------------------------------------------------------------------- |
| 8-301  | DFS 301               | Peut-être alloué au DFS pour le développement du DFS 346                                          |
| 8-302  | Non alloué            | Non alloué                                                                                        |
| 8-303  | Non alloué            | Non alloué                                                                                        |
| 8-304  | Non alloué            | Peut-être alloué à Siebel pour un projet de chasseur[réf. nécessaire]                             |
| 8-305  | Non alloué            | Non alloué                                                                                        |
| 8-306  | Non alloué            | Non alloué                                                                                        |
| 8-307  | Non alloué            | Non alloué                                                                                        |
| 8-308  | Non alloué            | Non alloué                                                                                        |
| 8-309  | Messerschmitt Me 309  | Chasseur, développement du Bf 109 (prototype)                                                     |
| 8-310  | Messerschmitt Me 310  | Chasseur à haute altitude, développement du Me 210 (projet)                                       |
| 8-311  | Non alloué            | Non alloué                                                                                        |
| 8-312  | Non alloué            | Non alloué                                                                                        |
| 8-313  | Non alloué            | Non alloué                                                                                        |
| 8-314  | Non alloué            | Non alloué                                                                                        |
| 8-315  | Henschel Hs 315       | Projet de missile                                                                                 |
| 8-316  | Non alloué            | Non alloué                                                                                        |
| 8-317  | Dornier Do 317        | Bombadier, développement du Do 217 (prototypes)                                                   |
| 8-318  | Dornier Do 318        | Hydravion, développement du Do 24 (projet)                                                        |
| 8-319  | Heinkel He 319        | Développement du He 219                                                                           |
| 8-320  | Non alloué            | Non alloué                                                                                        |
| 8-321  | Messerschmitt Me 321  | Gigant (Géant), planneur de transport                                                             |
| 8-322  | Junkers Ju 322        | Mammut (Mammouth), planneur de transport (prototype), 1941)                                       |
| 8-323  | Messerschmitt Me 323  | Gigant (Géant), avion de transport (Me 321 motorisé)                                              |
| 8-324  | Non alloué            | Non alloué                                                                                        |
| 8-325  | Non alloué            | Non alloué                                                                                        |
| 8-326  | Non alloué            | Non alloué                                                                                        |
| 8-327  | Non alloué            | Non alloué                                                                                        |
| 8-328  | Messerschmitt Me 328  | Bombardier lanceur de chasseur (prototype)                                                        |
| 8-329  | Messerschmitt Me 329  | Chasseur sans dérive (projet)                                                                     |
| 8-330  | Focke Achgelis Fa 330 | Bachstelze (Bergeronnette) gyroplaneur                                                            |
| 8-331  | DFS 331               | Planneur cargo (prototype)                                                                        |
| 8-332  | DFS 332               | Planneur cargo à double fuselage (projet)                                                         |
| 8-333  | Fieseler Fi 333       | Avion de transport (concept)                                                                      |
| 8-334  | Messerschmitt Me 334  | Chasseur sans dérive, développement du Me 163 (projet)                                            |
| 8-335  | Dornier Do 335        | Pfeil (Flèche), chasseur bombardier (avec une motorisation push-pull)                             |
| 8-336  | Focke Achgelis Fa 336 | Hélicoptère de reconnaissance (prototype), 1944                                                   |
| 8-337  | Non alloué            | Non alloué                                                                                        |
| 8-338  | Non alloué            | Non alloué                                                                                        |
| 8-339  | Flettner Fl 339 (de)  | Hélicoptère de reconnaissance                                                                     |
| 8-340  | Arado Ar 340          | proposition de bombardier à haute altitude                                                        |
| 8-341  | Berlin B 9            | Avion de recherche (pilote à plat ventre). Se reférer à Akaflieg Berlin.                          |
| 8-342  | Doblhoff WNF 342      | Hélicoptère expérimental (prototype)                                                              |
| 8-343  | Heinkel He 343        | Bombadier à réaction (projet)                                                                     |
| 8-344  | Kramer Rk 344         | Missile air-air X-4 (à moteur fusée)                                                              |
| 8-344  | Sombold So 344        | Projet de chasseur parasite à moteur fusée                                                        |
| 8-345  | Gotha Go 345          | Planneur d'assaut (prototypes)                                                                    |
| 8-346  | DFS 346               | Avions supersonique de recherche (prototype incomplet seulement)                                  |
| 8-347  | Kramer Rk 347         | Missile anti-char X-7 (prototypes)                                                                |
| 8-348  | Non alloué            | Non alloué                                                                                        |
| 8-349  | Bachem Ba 349         | Natter (Vipère), intercepteur (à moteur fusée)                                                    |
| 8-352  | Junkers Ju 352        | Herkules, transport                                                                               |
| 8-356  |                       | Peut-être alloué à Fieseler pour le développement du Fi 156                                       |
| 8-362  | Messerschmitt Me 362  | Projet d'avion de ligne à réaction                                                                |
| 8-364  | Messerschmitt Me 364  | Bombardier à long rayon d'action, développement du Me 264 (projet)                                |
| 8-388  | Junkers Ju 388        | Chasseur de nuit à haute altitude + bombardier + avion de reconnaissance, développement du Ju 188 |
| 8-390  | Junkers Ju 390        | Prototype de bombardier à long rayon d'action, dérivé du Ju 290                                   |
| 8-391  | Focke-Wulf Fw 391     | Développement du Fw 191 (projet)                                                                  |
| 8-396  | Arado Ar 396          | Développement simplifié du Ar 96                                                                  |
| 8-400  | Focke-Wulf Ta 400     | Bombardier à long rayon d'action (projet)                                                         |

### 401-500
| Numéro | Notes                          | Statut                                                           |
| ------ | ------------------------------ | ---------------------------------------------------------------- |
| 8-409  | Messerschmitt Me 409           | Chasseur lourd basé sur deux fuselages de Me 309 Projet inachevé |
| 8-410  | Messerschmitt Me 410           | Hornisse chasseur lourd, développement du Me 210 Production      |
| 8-417  | Dornier Do 417                 | Bombardier moyen Projet                                          |
| 8-419  | Heinkel He 419                 | Chasseur à haute altitude, développement du He 219               |
| 8-423  | Zeppelin-Messerschmitt ZMe 423 | Avion de transport lourd, développement du Me 323 Projet         |
| 8-430  | Arado Ar 430                   | Appareil de transport amphibie Projet                            |
| 8-430  | Gotha Ka 430                   | Planneur cargo Prototype                                         |
| 8-432  | Arado Ar 432                   | Variante de l'Ar 232                                             |
| 8-435  | Dornier Do 435                 | Développement du Do 335 à propulsion mixte Projet                |
| 8-440  | Arado Ar 440                   | Développement de l'Ar 240 Prototype                              |
| 8-445  | Non alloué                     | Non alloué                                                       |
| 8-446  |                                | Peut-être alloué au DFS pour le développement du DFS 346         |
| 8-452  | Non alloué                     | Non alloué                                                       |
| 8-452  | Junkers Ju 452                 | Avion de transport lourd, développement du Ju 252 Projet         |
| 8-462  | Non alloué                     | Non alloué                                                       |
| 8-462  | Messerschmitt 462              | Bombardier à réaction Projet                                     |
| 8-488  | Junkers Ju 488                 | Bombardier lourd, dérivé du Ju 288 Projet                        |
| 8-491  | Focke-Wulf Fw 491              | Développement du Fw 391 Projet                                   |

### 501-600
| Numéro | Notes                | Statut                                                          |
| ------ | -------------------- | --------------------------------------------------------------- |
| 8-500  | Heinkel He 500       | Désignation originelle du projet Volksjäger - est devenu He 162 |
| 8-509  | Messerschmitt Me 509 | Chasseur, dérivé du Me 309 Projet                               |
| 8-510  | Messerschmitt Me 510 | Chasseur bombardier, dérivé du Me 410 Projet                    |
| 8-519  | Heinkel He 519       | Bombadier rapide, dérivé du He 119 Projet                       |
| 8-520  | Non alloué           | Non alloué                                                      |
| 8-523  | ZSO 523              | Avion de ligne, développement du Me 323 Projet                  |
| 8-532  | Arado Ar 532         | Avion de transport quadrimoteur Projet                          |
| 8-534  | Non alloué           | Non alloué                                                      |
| 8-535  | Dornier Do 535       | Chasseur de nuit dérivé du Do 335 Projet inachevé               |

### 601-700
| Numéro | Notes                | Statut\|- |
| ------ | -------------------- | --- |
| 8-609  | Messerschmitt Me 609 | Chasseur lourd, développement du Me 309 Projet inachevé |
| 8-632  | Arado Ar 632         | Avion de transport quadrimoteur Projet inachevé |
| 8-635  | Dornier Do 635       | Chasseur lourd, 2 fuselages Do 335 assemblés Projet inachevé ; Conception initiale de Heinkel He 635, transférée à Dornier Do 635 (en) qui en a simplifié projet |